# Festival Eurovisão da Canção 2023
O Festival Eurovisão da Canção 2023 (em inglês:  Eurovision Song Contest 2023; em francês: Concours Eurovision de la chanson 2023) foi a 67.ª edição do Festival Eurovisão da Canção. Embora a Ucrânia tenha vencido a edição de 2022 - com a música «Stefania», dos Kalush Orchestra - e, como tal, por tradição, o país teria acolhido e organizado o festival do ano seguinte, a União Europeia de Radiodifusão determinou que a Ucrânia não poderia acolher devido a questões de segurança relacionadas com a invasão russa da Ucrânia em 2022.
O Festival foi, portanto, realizado no Reino Unido, na sequência do segundo lugar do país no festival de 2022. Esta edição será organizada pela UER e pela BBC, em colaboração com a rádio e televisão ucraniana UA:PBC, e decorreu no Liverpool Arena, em Liverpool, nos dias 9, 11 e 13 de maio de 2023. Esta foi a nona vez que o Reino Unido acolheu o Festival, tendo a última realização acontecido em 1998. Trinta e sete países participaram no Festival, com a Bulgária, Macedónia do Norte e Montenegro ausentes devido a razões económicas, sobretudo causadas pela crise energética mundial de 2021-2022.

## Localização
O Festival de 2023 foi realizado em Liverpool no Reino Unido. Foi a nona vez que o país acolheu o Festival, tendo-o feito anteriormente em 1960, 1963, 1968, 1972, 1974, 1977, 1982 e a última em 1998. O Liverpool Arena foi o local escolhido para acolher o evento. Localizado no complexo ACC Liverpool, esta infraestrutura tem capacidade para 11.000 pessoas sentadas e é frequentemente palco de diversos concertos e eventos desportivos. No local chegou a ser organizado o MTV Europe Music Awards de 2008, o evento Personalidade Desportiva do Ano da BBC de 2008 e 2017 e mais recentemente o Campeonato Mundial de Ginástica Artística de 2022
Os reis Carlos III e Camila, no dia 28 de Abril de 2023 inauguraram o palco do festival. No palco foi instalado um dispositivo com um botão para que o soberano e a mulher fizessem as honras e acendessem as luzes, dando o ‘pontapé de saída’ para a 67.ª edição da Eurovisão.

### Seleção do país anfitrião
A edição de 2022 foi ganha pela Ucrânia, que, de acordo com a tradição eurovisiva, seria convidada a sediar o próximo Festival pela tradição da Eurovisão, com o Presidente da Ucrânia Volodymyr Zelensky a manifestar a vontade de organizar o certame numa Mariupol reconstruída. No entanto, à luz da invasão da Ucrânia pela Rússia em 2022, especulou-se que o país não seria capaz de organizar o evento, e devido a tal situação, vários países expressaram o interesse em acolher o Festival caso a Ucrânia não o pudesse fazer: Bélgica, Espanha (que rapidamente desistiu) Itália, Países Baixos, Polónia, Reino Unido e Suécia.
A 16 de maio de 2022, o diretor da emissora ucraniana Suspilne declarou que desejava acolher o Festival numa Ucrânia em paz e que esperava que o pais seria capaz de garantir a segurança de todos os participantes e das suas delegações durante o evento. A 20 de maio de 2022, Chernotytskyi declarou mais tarde que a emissora tinha começado as discussões com a UER para organizar o evento.
Vários políticos ucranianos defendiam a realização do Festival na Ucrânia. O presidente ucraniano Volodymyr Zelensky, declarou que esperava que um dia houvesse a possibilidade de organizar o Festival em Mariupol. A 26 de maio de 2022, o primeiro vice-chefe da cidade de Kiev, Kyivde Mykola Povoroznyk, declarou que Kiev estava pronta para acolher o Festival se necessário. A 3 de junho de 2022, o ministro da Cultura da Ucrânia, Oleksandr Tkachenko, declarou ter a intenção de discutir algumas mudanças com a UER para poder acolher o Festival no país. A 10 de junho de 2022, a representante do governo ucraniano, Verkhovna Rada, declarou que um comité tinha sido criado para organizar o Festival.
A 17 de junho de 2022 foi anunciado através de um comunicado oficial da UER, que a Ucrânia não irá acolher o Festival de 2023 depois do Grupo de Referência do certame ter avaliado as garantias de segurança apresentadas pela emissora ucraniana para receber a edição do próximo ano. Ainda no comunicado, a UER confirmou que "para garantir a continuidade do evento, a UER irá iniciar as discussões com a BBC, enquanto vice-campeã do concurso deste ano, para potencialmente sediar o Festival Eurovisão 2023 no Reino Unido", garantindo também que "é nossa total intenção que a vitória da Ucrânia se reflita no concurso do próximo ano", deixando a porta aberta para uma possível qualificação automática para a final.
Com o Reino Unido a concordar em acolher o Festival de 2023, foi a quinta vez que teve a ocasião de o fazer depois de um pais vencedor não o conseguir acolher seguindo dos Países Baixos em 1960, a França em 1963, o Mónaco em 1972 e o Luxemburgo em 1974. Nesta ocasião, foi a nona vez que o Festival se realizado em solo britânico batendo assim o próprio recorde. No entanto, após o anúncio do início das conversações com a BBC, o Ministro da Cultura da Ucrânia Oleksandr Tkachenko e os anteriores vencedores ucranianos da Eurovisão pediram à UER a revisão da decisão, com o próprio Primeiro-ministro do Reino Unido Boris Johnson a defender a realização do certame na Ucrânia. Para além disso, o jornal britânico The Guardian avançou com a hipótese de, perante uma possível recusa do Reino Unido, a Eurovisão se realizar em Bruxelas.

### Seleção da cidade anfitriã

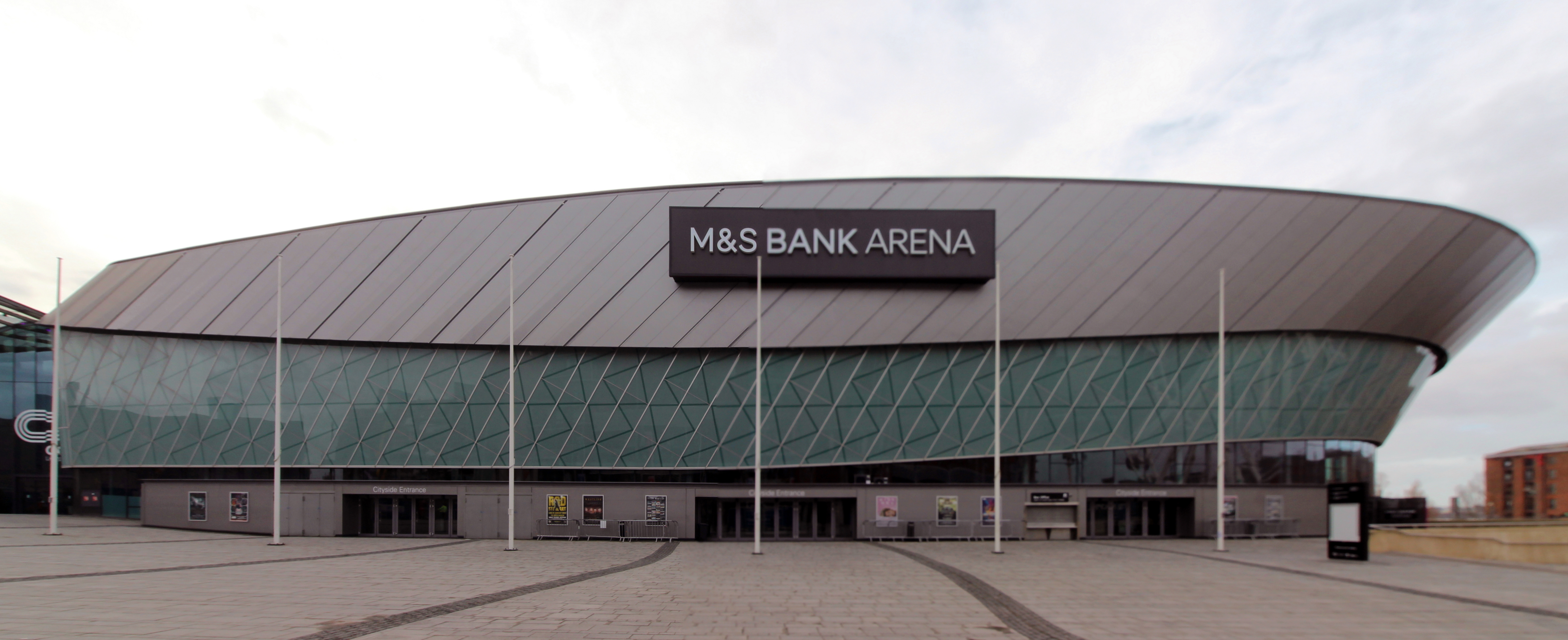
Liverpool Arena, sede do Festival de 2023

Logo depois do anúncio de que a Ucrânia não organizaria o evento, varias cidades do Reino Unido expressaram o interesse em acolher: Aberdeen, Belfast, Birmingham, Brighton, Bristol, Cardiff, Edimburgo, Glasgow, Leeds, Liverpool, Londres, Manchester, Newcastle, Sheffield, Sunderland, e Wolverhampton.
A 25 de julho de 2022, a UER confirmou a realização do Festival de 2023 no Reino Unido com a seleção da cidade-sede no mesmo dia. Na primeira fase do processo de seleção, as cidades podem apresentar oficialmente a sua candidatura, tendo as cidades de Aberdeen, Leeds, Liverpool, Manchester apresentado as suas candidaturas no mesmo dia. A 26 de julho seguiram-se as candidaturas de Bristol, Glasgow e Sheffield com Birmingham a oficializar no dia seguinte a 27 de julho. A 3 de agosto, a capital galesa, Cardiff, retirou o interesse em acolher o Festival. A 12 de agosto de 2022, a BBC anunciou que entre as 20 cidades interessadas, apenas 7 seriam pré-selecionadas: Birmingham, Glasgow, Leeds, Liverpool, Manchester, Newcastle, e Sheffield. Essas cidades foram para a segunda fase de seleção, onde desenvolveram detalhadamente suas propostas para passarem pela avaliação da BBC com base numa lista de critérios. A 27 de setembro de 2022, a BBC anunciou uma atualização da lista de cidades pré-selecionadas, reduzindo-a a apenas duas cidades, Glasgow e Liverpool, e a 7 de outubro, Liverpool foi a cidade selecionada.
Chave:
 †  Cidade selecionada  ‡  Cidades finalistas  ‡  Cidades pré-selecionadas       Cidades não selecionadas
 Cidades não selecionadas

 Cidades finalistas

 Cidades que demonstraram interesse, mas não se candidataram

| Cidade        | Local                   | Notas | Ref.                               |
| ------------- | ----------------------- | --- | ---------------------------------- |
| Aberdeen      | P&J Live                | Apoiado pelo Conselho da cidade de Abertdeen                                                                                | [ 47 ]                             |
| Belfast       | SSE Arena               | — | [ 48 ]                             |
| Birmingham ‡  | Resorts World Arena     | Apoiado pelo Conselho da cidade de Birmingham, Centro Nacional de Exposições (NEC) e Autoridade Combinada de West Midlands. | [ 49 ]                             |
| Brighton      | Brighton Centre         | Retirou a candidatura a 11 de agosto de 2022 por falta de infraestruturas adequadas.                                        | [ 50 ] [ 51 ]                      |
| Bristol       | YTL Arena               | Local em obras. | [ 52 ]                             |
| Cardiff       | Principality Stadium    | Retirou a candidatura a 3 de agosto de 2022 por falta de infraestruturas adequadas.                                         | [ 53 ] [ 54 ]                      |
| Darlington    | —                       | Apoiado pelo Conselho da cidade de Darlington e pela Autoridade Combinada de Tees Valley.                                   | [ 55 ]                             |
| Derry         | —                       | Retirou a candidatura a 8 de agosto de 2022 por falta de infraestruturas adequadas.                                         | [ 56 ] [ 57 ] [ 58 ]               |
| Edimburgo     | Royal Highland Centre   | Apoiado pelo Coselho da cidade de Edimburgo                                                                                 | [ 59 ] [ 60 ]                      |
| Glasgow ‡     | OVO Hydro               | O exterior do edificio apareceu no filme Festival Eurovisão da Canção: A História dos Fire Saga                             | [ 61 ] [ 62 ] [ 63 ]               |
| Leeds ‡       | First Direct Arena      | Apoiado pelo Conselho da cidade de Leeds.                                                                                   | [ 64 ] [ 65 ]                      |
| Liverpool †   | Arena M&S Bank          | Apoiado pelo Conselho da cidade de Liverpool e pela Autoridade Combinada da Região de Liverpool City.                       | [ 66 ] [ 67 ] [ 62 ] [ 65 ] [ 68 ] |
| Londres       | —                       | — | [ 69 ] [ 62 ]                      |
| Manchester ‡  | Manchester Arena        | Apoiado pelo Conselho da Cidade de Manchester.                                                                              | [ 70 ] [ 62 ] [ 65 ]               |
| Newcastle ‡   | Utilita Arena Newcastle | Apoiado pelo Conselho da Cidade de Newcastle.                                                                               | [ 71 ] [ 65 ]                      |
| Nottingham    | —                       | Retirou a candidatura a 9 de agosto de 2022 por falta de infraestruturas adequadas.                                         | [ 72 ] [ 73 ]                      |
| Sheffield ‡   | Sheffield Arena         | Apoiado pelo Conselho da Cidade de Sheffield e pela Autoridade Combinada da Prefeitura de Yorkshire do Sul.                 | [ 74 ] [ 75 ]                      |
| Sunderland    | Stadium of Light        | Retirou a candidatura a 10 de agosto de 2022 por falta de infraestruturas adequadas.                                        | [ 76 ] [ 77 ]                      |
| Wolverhampton | —                       | — | [ 62 ]                             |

### Eventos paralelos

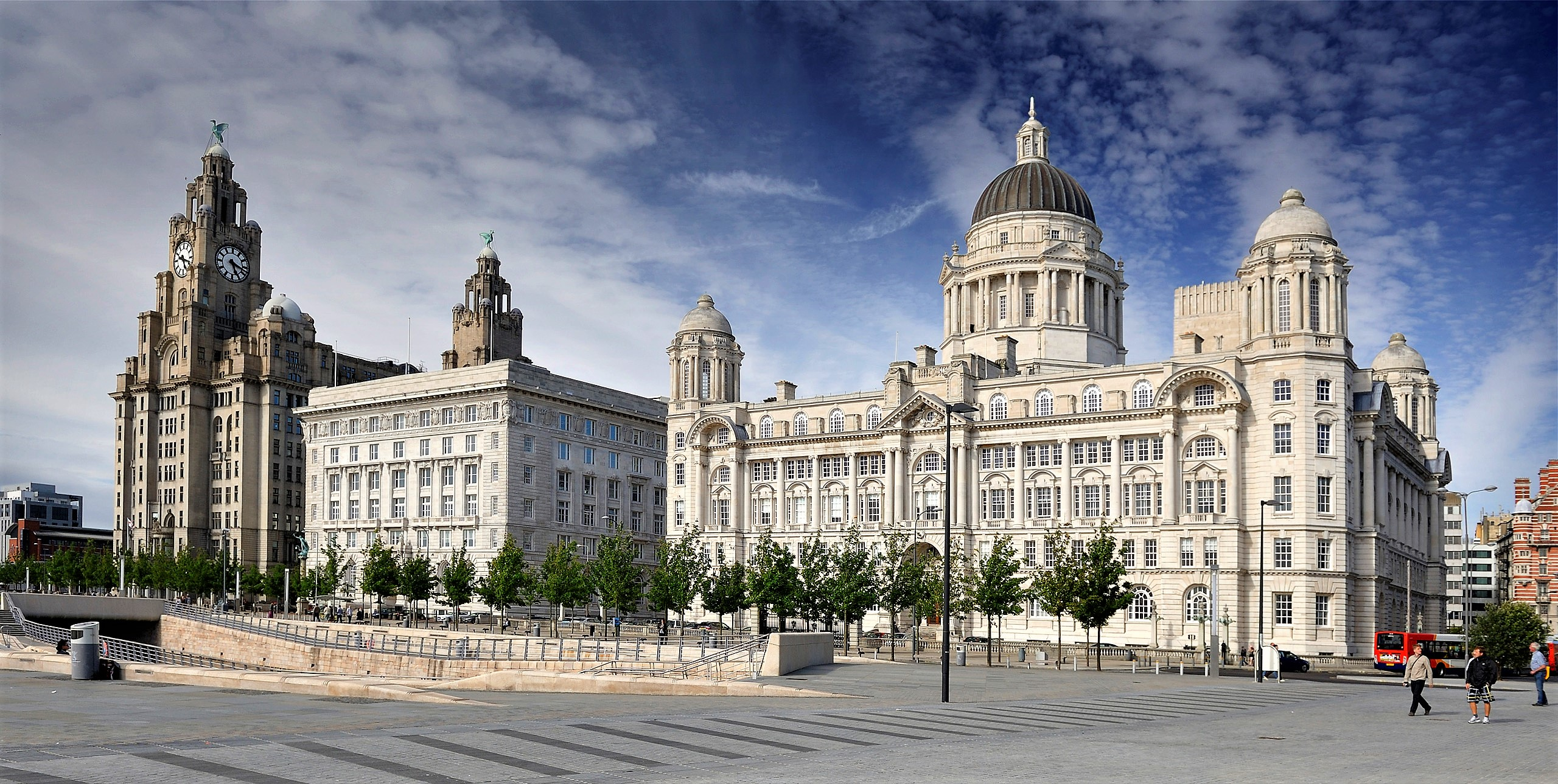
A Pier Head, local da "Eurovision Village"

Além do local principal, a cidade anfitriã também organizou eventos paralelos em relação ao Festival.
A "Eurovision Village" (Aldeia da Eurovisão) foi o espaço oficial para os fãs e patrocinadores durante as semanas do evento. Nesta área foi possível assistir a performances dos participantes do Festival e de artistas locais e também ver as três emissões emitidas em direto a partir do local principal. A aldeia foi localizada na Pier Head, um conjunto de edifícios na margem do rio Mersey e esteve aberto dos dias 5 a 13 de maio de 2023. O EuroClub foi organizado no Camp and Furnance, onde ocorreu realizada a festa privada para delegados, imprensa e fãs credenciados do Festival Eurovisão da Canção.

## Produção
O Festival Eurovisão da Canção 2023 foi realizado pela emissora britânica BBC em colaboração com a emissora ucraniana UA:PBC. As três emissões foram produzidas pela BBC Studios e pela subsidiária comercial da BBC. Rachel Ashdown liderou a comissão encarregue da produção no que diz respeito à aparência e tom do Festival, incluindo o sorteio que decidiu em quais semifinais cada país atuaria. Martin Green CBE foi nomeado diretor administrativo e liderou uma equipa responsável por supervisionar todos os aspetos do Festival. Já Andrew Cartmell foi o escolhido para produtor executivo do Festival, assumindo a responsabilidade de ambos os espetáculos. Em termos de liderança criativa, Lee Smithurst foi a escolhida para ser o "cérebro do espetáculo", com a responsabilidade de criar conteúdo editorial. Para o cargo de "cérebro do Festival" está Twan van de Nieuwenhuijzen; ocupando o mesmo cargo nos Festivais de 2021 e 2022, o criador de conteúdo teve a responsabilidade de trabalhar com as delegações nacionais para propor ideias criativas em palco e para os artistas. Finalmente, James O'Brien juntou-se à equipa da BBC Studios como Executivo Encarregado da Produção e supervisionou uma equipa responsável pelo resultado técnico de ambos os espetáculos e transmissão do Festival.

### Identidade visual

Logo genérico do Festival de 2023 utiliza a bandeira da Ucrânia, estando o país anfitrião e a cidade em baixo

A 7 de outubro, ao mesmo tempo que o anúncio da cidade anfitriã, a UER revelou o logo padrão para o Festival de 2023. O coração da Eurovisão, contém, por tradição, a bandeira do país vencedor da edição anterior, neste caso a bandeira da Ucrânia. Debaixo de "Song Contest" (Festival da Canção) está excecionalmente designado "United Kingdom" (Reino Unido) seguindo-se da cidade anfitriã, "Liverpool 2023".
A identidade gráfica e o slogan "United by Music" (Unidos pela música), foram revelados a 31 de janeiro de 2023. Criado pela consultora de marcas londrina Superunion e a empresa de produção ucraniana Starlight Media, a arte foi construída à volta de uma linha de corações em duas dimensões parecendo um electrocardiograma, representando o ritmo e o som, enquanto que as cores foram inspiradas das bandeiras ucraniana e britânica. Já a topografia foi inspirada dos painéis toponímicos da ruas de Liverpool no século 20 e a herança musical da cidade.

### Apresentadores
A 22 de fevereiro de 2023, os apresentadores foram anunciados. A cantora britânica Alesha Dixon, a atriz britânica Hannah Waddingham e a cantora ucraniana Julia Sanina apresentaram as três emissões, com o apresentador britânico da televisão irlandesa, Graham Norton, a juntar-se ao grupo na final. Timur Miroshnychenko (que co-apresentou o Festival de 2017) e Sam Quek apresentaram a cerimónia de abertura do evento.

### Designdo palco
O design do palco para a edição de 2023 foi revelado a 2 de fevereiro de 2023. Criado pelo designer nova-iorquino Julio Himede, o design do palco baseia-se "dos princípios de união, celebração e comunidade", tendo inspiração num grande abraço e em "aspetos culturais e similaridades entre a Ucrânia, o Reino Unido e especificamente a cidade de Liverpool". O palco teva largura de 450m² e cerca de 220 m² de ecrãs LED independentes, entre eles mais de 700 ecrãs LED no solo e 1500 metros de luzes LED.

### Atuações do intervalo
Durante o período de votação, Sam Ryder, artista que representou o Reino Unido na edição de 2022, subiu a palco para apresentar o single "Mountain" e contou com o convidado Roger Taylor, dos Queen. Para homenagear Liverpool, vários antigos participantes do festival da Eurovisão Mahmood, Netta, Cornelia Jacobs, Daði Freyr, Sonia e Duncan Laurence) juntaram-se em palco para um medley com canções de artistas da cidade.

## Formato

### Sistema de voto
A 22 de novembro de 2022, a UER anunciou mudanças importantes no sistema de voto para o Festival de 2023. Os resultados das semifinais seriam determinado somente pelo televoto, já os resultados da final seriam determinados pelo conjunto de júris nacionais e pelo televoto, como em anos anteriores. No caso eventual de um júri estar indisponível para entregar o resultado do televoto para as semifinais, o resultado de um júri de reserva seria utilizado. Os espetadores de países não participantes estavam também aptos a votar em todos os espetáculos, com os seus votos a serem agregados e apresentados como um conjunto de pontos individual.

### Canções
Pelo terceiro ano consecutivo os coros pré-gravados foram permitidos, assim, cada delegação pôde usar cantores de coro no palco ou fora dele, ou uma combinação de interpretação em direto com coros pré-gravados.

### Sorteio das semifinais

Países participantes na primeira semifinal
Países pré-qualificados para a final mas que votam na primeira semifinal
Países participantes na segunda semifinal
Países pré-qualificados para a final mas que votam na segunda semifinal

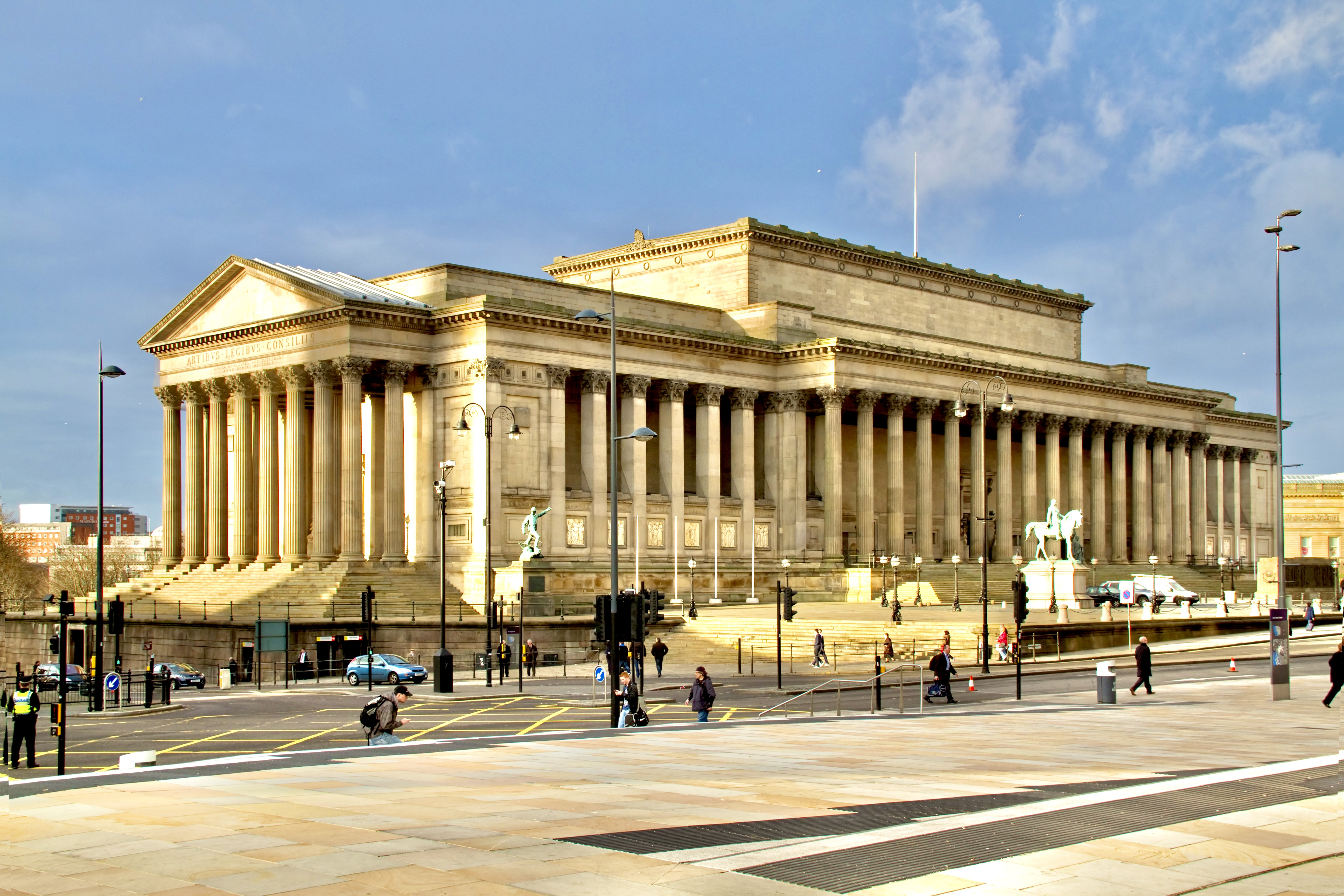
Saint Georges Hall, local que acolheu o sorteio de alocação no Festival de 2023

A BBC contratou um empresa de produção independente para produzir o sorteio das semifinais, que inclui a passagem da chave da cidade da cidade anfitriã precedente Turim à cidade de Liverpool.
O sorteio para determinar em que semifinal os país participantes atuariam teve lugar a 31 de janeiro de 2023 na Saint George's Hall. Os 31 países semifinalistas foram divididos em 5 potes, baseados em padrões de votação históricos calculados pelo parceiro de televoto oficial do Festival, Digame. A razão da utilização do sistema de potes foi a necessidade de reduzir as chances de "bloc-voting" (votação em bloco) para aumentar o suspense nas semifinais. O sorteio determinou ainda em quais semifinais votariam os 6 países participantes qualificados automaticamente, sendo eles o país vencedor da edição anterior, a Ucrânia e os países do "Big Five", Alemanha, França, Itália, Espanha e o Reino Unido. A cerimonia foi apresentada pelos apresentadores britânicos AJ Odudu e Rylan Clark, e incluiu a passagem da insígnia da cidade do presidente da câmara de Turim, Stefano Lo Russo, para a presidente da câmara de Liverpool, Joanne Anderson.
A produtora londrina ModestTV foi comissionada para produzir a transmissão da cerimonia. O evento foi transmitido no canal oficial do YouTube do Festival, na BBC Two no Reino Unido, e na Suspilne Kultura na Ucrânia com comentários de Timur Miroshnychenko.
| Pote 1                                                     | Pote 2                                                                      | Pote 3                                                         | Pote 4                                                      | Pote 5                                                             |
| ---------------------------------------------------------- | --------------------------------------------------------------------------- | -------------------------------------------------------------- | ----------------------------------------------------------- | ------------------------------------------------------------------ |
| - Albânia - Áustria - Croácia - Sérvia - Eslovénia - Suíça | - Austrália - Dinamarca - Estónia - Finlândia - Islândia - Noruega - Suécia | - Arménia - Azerbaijão - Geórgia - Israel - Letónia - Lituânia | - Chipre - Grécia - Irlanda - Malta - Portugal - San Marino | - Bélgica - Chéquia - Moldávia - Países Baixos - Polónia - Roménia |

### Postscards
Como para a organização do sorteio das semifinais, a BBC contratou uma empresa de produção independente para criar o conceito para e produzir os "postcards" (cartas postais) que seriam difundidos antes de cada atuação. A gravação dos mesmos ocorreu entre janeiro de abril de 2023.

## Países participantes
A 20 de outubro de 2022, a UER anunciou que 37 países marcariam presença no Festival de 2023, o número de participantes mais baixo desde a edição de 2014, pois a Bulgária, Macedónia do Norte e Montenegro optaram por não participar devido a razões financeiras.
A 10 de fevereiro de 2023, foi anunciado que a República Checa participaria pela primeira vez como o seu nome curto em inglês, "Czechia" (Chéquia).
| País participante | Artista                   | Título original da canção             | Idiomas de interpretação          | Data da seleção         |
| País participante | Artista                   | Tradução em português                 | Idiomas de interpretação          | Data da seleção         |
| ----------------- | ------------------------- | ------------------------------------- | --------------------------------- | ----------------------- |
| Albânia           | Albina e Familja Kelmendi | "Duje"                                | Albanês                           | 22 de dezembro de 2022  |
| Albânia           | Albina e Familja Kelmendi | Sopro                                 | Albanês                           | 22 de dezembro de 2022  |
| Alemanha          | Lord of the Lost          | "Blood & Glitter"                     | Inglês                            | 3 de março de 2023      |
| Alemanha          | Lord of the Lost          | Sangue e Glitter                      | Inglês                            | 3 de março de 2023      |
| Arménia           | Brunette                  | "Future Lover"                        | Inglês e Arménio                  | 1 de fevereiro de 2023  |
| Arménia           | Brunette                  | Futuro amante                         | Inglês e Arménio                  | 1 de fevereiro de 2023  |
| Austrália         | Voyager                   | "Promise"                             | Inglês                            | 21 de fevereiro de 2023 |
| Austrália         | Voyager                   | Promessa                              | Inglês                            | 21 de fevereiro de 2023 |
| Áustria           | Teya e Salena             | "Who the Hell Is Edgar?"              | Inglês e Italiano                 | 8 de fevereiro de 2023  |
| Áustria           | Teya e Salena             | Quem raios é o Edgar?                 | Inglês e Italiano                 | 8 de fevereiro de 2023  |
| Azerbaijão        | TuralTuranX               | "Tell Me More"                        | Inglês                            | 13 de março de 2023     |
| Azerbaijão        | TuralTuranX               | Conta-me mais                         | Inglês                            | 13 de março de 2023     |
| Bélgica           | Gustaph                   | "Because of You"                      | Inglês                            | 14 de janeiro de 2023   |
| Bélgica           | Gustaph                   | Por tua causa                         | Inglês                            | 14 de janeiro de 2023   |
| Chéquia           | Vesna                     | "My Sister's Crown"                   | Checo, Inglês, Ucraniano, Búlgaro | 7 de fevereiro de 2023  |
| Chéquia           | Vesna                     | A coroa da minha irmã                 | Checo, Inglês, Ucraniano, Búlgaro | 7 de fevereiro de 2023  |
| Chipre            | Andrew Lambrou            | "Break a Broken Heart"                | Inglês                            | 2 de fevereiro de 2023  |
| Chipre            | Andrew Lambrou            | Parte um coração partido              | Inglês                            | 2 de fevereiro de 2023  |
| Croácia           | Let 3                     | "Mama ŠČ!"                            | Croata                            | 11 de fevereiro de 2023 |
| Croácia           | Let 3                     | Mama ŠČ!                              | Croata                            | 11 de fevereiro de 2023 |
| Dinamarca         | Reiley                    | "Breaking My Heart"                   | Inglês                            | 11 de fevereiro de 2023 |
| Dinamarca         | Reiley                    | A partir-me o coração                 | Inglês                            | 11 de fevereiro de 2023 |
| Eslovénia         | Joker Out                 | "Carpe Diem"                          | Esloveno                          | 8 de dezembro de 2022   |
| Eslovénia         | Joker Out                 | Carpe Diem                            | Esloveno                          | 8 de dezembro de 2022   |
| Espanha           | Blanca Paloma             | "Eaea"                                | Castelhano                        | 4 de fevereiro de 2023  |
| Espanha           | Blanca Paloma             | Eaea                                  | Castelhano                        | 4 de fevereiro de 2023  |
| Estónia           | Alika                     | "Bridges"                             | Inglês                            | 11 de fevereiro de 2023 |
| Estónia           | Alika                     | Pontes                                | Inglês                            | 11 de fevereiro de 2023 |
| Finlândia         | Käärijä                   | "Cha Cha Cha"                         | Finlandês                         | 25 de fevereiro de 2023 |
| Finlândia         | Käärijä                   | Cha Cha Cha                           | Finlandês                         | 25 de fevereiro de 2023 |
| França            | La Zarra                  | "Évidemment"                          | Francês                           | 19 de fevereiro de 2023 |
| França            | La Zarra                  | Claro que sim                         | Francês                           | 19 de fevereiro de 2023 |
| Geórgia           | Iru Khechanovi            | "Echo"                                | Inglês                            | 2 de fevereiro de 2023  |
| Geórgia           | Iru Khechanovi            | Eco                                   | Inglês                            | 2 de fevereiro de 2023  |
| Grécia            | Victor Vernicos           | "What They Say"                       | Inglês                            | 12 de março de 2023     |
| Grécia            | Victor Vernicos           | O que eles dizem                      | Inglês                            | 12 de março de 2023     |
| Irlanda           | Wild Youth                | "We Are One"                          | Inglês                            | 3 de fevereiro de 2023  |
| Irlanda           | Wild Youth                | Somos um                              | Inglês                            | 3 de fevereiro de 2023  |
| Islândia          | Diljá                     | "Power"                               | Inglês                            | 4 de março de 2023      |
| Islândia          | Diljá                     | Poder                                 | Inglês                            | 4 de março de 2023      |
| Israel            | Noa Kirel                 | "Unicorn"                             | Inglês                            | 8 de março de 2023      |
| Israel            | Noa Kirel                 | Unicórnio                             | Inglês                            | 8 de março de 2023      |
| Itália            | Marco Mengoni             | "Due Vite"                            | Italiano                          | 11 de fevereiro de 2023 |
| Itália            | Marco Mengoni             | Duas vidas                            | Italiano                          | 11 de fevereiro de 2023 |
| Letónia           | Sudden Lights             | "Aijā"                                | Inglês e Letão                    | 11 de fevereiro de 2023 |
| Letónia           | Sudden Lights             | Aijā                                  | Inglês e Letão                    | 11 de fevereiro de 2023 |
| Lituânia          | Monika Linkytė            | "Stay"                                | Lituano                           | 18 de fevereiro de 2023 |
| Lituânia          | Monika Linkytė            | Fica                                  | Lituano                           | 18 de fevereiro de 2023 |
| Malta             | The Busker                | "Dance (Our Own Party)"               | Inglês                            | 11 de fevereiro de 2023 |
| Malta             | The Busker                | Dança (A nossa própria festa)         | Inglês                            | 11 de fevereiro de 2023 |
| Moldávia          | Pasha Parfeni             | "Soarele şi luna"                     | Romeno                            | 4 de março de 2023      |
| Moldávia          | Pasha Parfeni             | O sol e a lua                         | Romeno                            | 4 de março de 2023      |
| Noruega           | Alessandra Mele           | "Queen of Kings"                      | Inglês e Latim                    | 4 de fevereiro de 2023  |
| Noruega           | Alessandra Mele           | A rainha dos reis                     | Inglês e Latim                    | 4 de fevereiro de 2023  |
| Países Baixos     | Mia Nicolai e Dion Cooper | "Burning Daylight"                    | Inglês                            | 1 de março de 2023      |
| Países Baixos     | Mia Nicolai e Dion Cooper | A luz do dia ardente                  | Inglês                            | 1 de março de 2023      |
| Polónia           | Blanka                    | "Solo"                                | Inglês                            | 26 de fevereiro de 2023 |
| Polónia           | Blanka                    | Sozinha                               | Inglês                            | 26 de fevereiro de 2023 |
| Portugal          | Mimicat                   | "Ai, coração"                         | Português                         | 11 de março de 2023     |
| Portugal          | Mimicat                   | Ai, coração                           | Português                         | 11 de março de 2023     |
| Reino Unido       | Mae Muller                | "I Wrote a Song"                      | Inglês                            | 9 de março de 2023      |
| Reino Unido       | Mae Muller                | Eu escrevi uma canção                 | Inglês                            | 9 de março de 2023      |
| Roménia           | Theodor Andrei            | "D.G.T. (Off and On)"                 | Romeno                            | 11 de fevereiro de 2023 |
| Roménia           | Theodor Andrei            | Dedos (às vezes)                      | Romeno                            | 11 de fevereiro de 2023 |
| San Marino        | Piqued Jacks              | "Like an Animal"                      | inglês                            | 25 de fevereiro de 2023 |
| San Marino        | Piqued Jacks              | Como um animal                        | inglês                            | 25 de fevereiro de 2023 |
| Sérvia            | Luke Black                | "Samo mi se spava" (Само ми се спава) | Sérvio e Inglês                   | 4 de março de 2023      |
| Sérvia            | Luke Black                | Quero é dormir                        | Sérvio e Inglês                   | 4 de março de 2023      |
| Suécia            | Loreen                    | "Tattoo"                              | Inglês                            | 11 de março de 2023     |
| Suécia            | Loreen                    | Tatuagem                              | Inglês                            | 11 de março de 2023     |
| Suíça             | Remo Forrer               | "Watergun"                            | Inglês                            | 20 de fevereiro de 2023 |
| Suíça             | Remo Forrer               | Arma de água                          | Inglês                            | 20 de fevereiro de 2023 |
| Ucrânia           | Tvorchi                   | "Heart of Steel"                      | Ucraniano e Inglês                | 17 de dezembro de 2022  |
| Ucrânia           | Tvorchi                   | Coração de aço                        | Ucraniano e Inglês                | 17 de dezembro de 2022  |

### Artistas de regresso
Participaram do Festival quatro artistas que já atuaram como vocalista principal do mesmo país: a sueca Loreen venceu a edição de 2012, na qual também participou Pasha Parfeny, representante da Moldávia que em 2013 foi coro para Aliona Moon. Marco Mengoni representou a Itália em 2013, e a lituana Monika Linkytė representou seu país em 2015 junto com Vaidas Baumila. Além disso, o belga Gustaph foi coro para Sennek em 2018 e para os Hooverphonic em 2021, e Iru Khechanovi, a representante da Geórgia, venceu o Festival Eurovisão da Canção Júnior 2011 como membro do grupo Candy.

### Semifinais
As semifinais realizaram-se nos dias 9 e 11 de maio de 2023 pelas 20h00 (UTC+1). A ordem de atuação dos países foi revelada a 31 de janeiro.

#### 1.ª semifinal
| #   | País          | Artista                   | Canção                                | Lugar | Pontuação |
| --- | ------------- | ------------------------- | ------------------------------------- | ----- | --------- |
| 1º  | Noruega       | Alessandra Mele           | "Queen of Kings"                      | 6º    | 102       |
| 2º  | Malta         | The Busker                | "Dance (Our Own Party)"               | 15º   | 3         |
| 3º  | Sérvia        | Luke Black                | "Samo mi se spava" (Само ми се спава) | 10º   | 37        |
| 4º  | Letónia       | Sudden Lights             | "Aijā"                                | 11º   | 34        |
| 5º  | Portugal      | Mimicat                   | "Ai, coração"                         | 9º    | 74        |
| 6º  | Irlanda       | Wild Youth                | "We Are One"                          | 12º   | 10        |
| 7º  | Croácia       | Let 3                     | "Mama ŠČ!"                            | 8º    | 76        |
| 8º  | Suíça         | Remo Forrer               | "Watergun"                            | 7º    | 97        |
| 9º  | Israel        | Noa Kirel                 | "Unicorn"                             | 3º    | 127       |
| 10º | Moldávia      | Pasha Parfeni             | "Soarele şi luna"                     | 5º    | 109       |
| 11º | Suécia        | Loreen                    | "Tattoo"                              | 2º    | 135       |
| 12º | Azerbaijão    | TuralTuranX               | "Tell Me More"                        | 14º   | 4         |
| 13º | Chéquia       | Vesna                     | "My Sister's Crown"                   | 4º    | 110       |
| 14º | Países Baixos | Mia Nicolai & Dion Cooper | "Burning Daylight"                    | 13º   | 7         |
| 15º | Finlândia     | Käärijä                   | "Cha Cha Cha"                         | 1º    | 177       |

#### 2.ª semifinal
| #   | País       | Artista                   | Canção                   | Lugar | Pontuação |
| --- | ---------- | ------------------------- | ------------------------ | ----- | --------- |
| 1º  | Dinamarca  | Reiley                    | "Breaking My Heart"      | 14º   | 6         |
| 2º  | Arménia    | Brunette                  | "Future Lover"           | 6º    | 99        |
| 3º  | Roménia    | Theodor Andrei            | "D.G.T. (Off and On)"    | 15º   | 0         |
| 4º  | Estónia    | Alika                     | "Bridges"                | 10º   | 74        |
| 5º  | Bélgica    | Gustaph                   | "Because of You"         | 8º    | 90        |
| 6º  | Chipre     | Andrew Lambrou            | "Break a Broken Heart"   | 7º    | 94        |
| 7º  | Islândia   | Diljá                     | "Power"                  | 11º   | 44        |
| 8º  | Grécia     | Victor Vernicos           | "What They Say"          | 13º   | 14        |
| 9º  | Polónia    | Blanka                    | "Solo"                   | 3º    | 124       |
| 10º | Eslovénia  | Joker Out                 | "Carpe Diem"             | 5º    | 103       |
| 11º | Geórgia    | Iru Khechanovi            | "Echo"                   | 12º   | 33        |
| 12º | San Marino | Piqued Jacks              | "Like an Animal"         | 16º   | 0         |
| 13º | Áustria    | Teya & Salena             | "Who the Hell Is Edgar?" | 2º    | 137       |
| 14º | Albânia    | Albina & Familja Kelmendi | "Duje"                   | 9º    | 83        |
| 15º | Lituânia   | Monika Linkytė            | "Stay"                   | 4º    | 110       |
| 16º | Austrália  | Voyager                   | "Promise"                | 1º    | 149       |

### Final
A final realizou-se no dia 13 de maio de 2023 pelas 20:00 (UTC+1). Vinte e seis países participaram na final, composta pela Ucrânia, país vencedor da edição anterior, pelos Big Five (que inclui o Reino Unido), e as dez melhores atuações de cada semifinal. Todos os países votaram na final.
| #   | País        | Artista                   | Canção                                | Lugar | Pontuação |
| --- | ----------- | ------------------------- | ------------------------------------- | ----- | --------- |
| 1º  | Áustria     | Teya & Salena             | "Who the Hell Is Edgar?"              | 15º   | 120       |
| 2º  | Portugal    | Mimicat                   | "Ai, coração"                         | 23º   | 59        |
| 3º  | Suíça       | Remo Forrer               | "Watergun"                            | 20º   | 92        |
| 4º  | Polónia     | Blanka                    | "Solo"                                | 19º   | 93        |
| 5º  | Sérvia      | Luke Black                | "Samo mi se spava" (Само ми се спава) | 24º   | 30        |
| 6º  | França      | La Zarra                  | "Évidemment"                          | 16º   | 104       |
| 7º  | Chipre      | Andrew Lambrou            | "Break a Broken Heart"                | 12º   | 126       |
| 8º  | Espanha     | Blanca Paloma             | "Eaea"                                | 17º   | 100       |
| 9º  | Suécia      | Loreen                    | "Tattoo"                              | 1º    | 583       |
| 10º | Albânia     | Albina & Familja Kelmendi | "Duje"                                | 22º   | 76        |
| 11º | Itália      | Marco Mengoni             | "Due Vite"                            | 4º    | 350       |
| 12º | Estónia     | Alika                     | "Bridges"                             | 8º    | 168       |
| 13º | Finlândia   | Käärijä                   | "Cha Cha Cha"                         | 2º    | 526       |
| 14º | Chéquia     | Vesna                     | "My Sister's Crown"                   | 10º   | 129       |
| 15º | Austrália   | Voyager                   | "Promise"                             | 9º    | 151       |
| 16º | Bélgica     | Gustaph                   | "Because of You"                      | 7º    | 182       |
| 17º | Arménia     | Brunette                  | "Future Lover"                        | 14º   | 122       |
| 18º | Moldávia    | Pasha Parfeni             | "Soarele şi luna"                     | 18º   | 96        |
| 19º | Ucrânia     | Tvorchi                   | "Heart of Steel"                      | 6º    | 243       |
| 20º | Noruega     | Alessandra Mele           | "Queen of Kings"                      | 5º    | 268       |
| 21º | Alemanha    | Lord of the Lost          | "Blood and Glitter"                   | 26º   | 18        |
| 22º | Lituânia    | Monika Linkytė            | "Stay"                                | 11º   | 127       |
| 23º | Israel      | Noa Kirel                 | "Unicorn"                             | 3º    | 362       |
| 24º | Eslovénia   | Joker Out                 | "Carpe Diem"                          | 21º   | 78        |
| 25º | Croácia     | Let 3                     | "Mama ŠČ!"                            | 13º   | 123       |
| 26º | Reino Unido | Mae Muller                | "I Wrote a Song"                      | 25º   | 24        |

## Outros países

### Países membros ativos da UER
- Bulgária – A 19 de outubro de 2022, a emissora búlgara BNT confirmou que o país não participaria nesta edição devido a razões financeiras.[117]
- Macedónia do Norte – A 13 de outubro de 2022, a emissora macedónia MRT confirmou não participar em 2023 devido a restrições financeiras da emissora.[118]
- Mónaco – A 22 de novembro de 2022, foi reportado que parte do orçamento de estado monegasco teria sido reservado para a participação no Festival de 2023.[119] Porém, os planos foram adiados devido ao lançamento do novo canal de televisão de noticias publico do Mónaco, Monte-Carlo Riviera TV, ocorrer entre junho e setembro de 2023 em vez de ser realizado no fim de 2022, colocando em cima da mesa a possibilidade do regresso do Mónaco no Festival de 2024.[120] A 5 de setembro de 2022, a Monaco Média Diffusion confirmou que o pais não regressaria em 2023.[121] O Mónaco participou pela última vez em 2006.
- Montenegro – A 14 de outubro de 2022, a emissora montenegrina RTCG confirmou não participar em 2023 devido a restrições financeiras e por falta de interesse dos patrocinadores.[122]

### Países membros associados
- Cazaquistão  – Em outubro de 2022, o produtor de televisão Zhan Mukanov disse que a emissora cazaque Khabar Agency estava a participar em conversas com a UER sobre a possibilidade de ser convidada para estrear em 2023, afirmando que "existem grandes possibilidades [para o Cazaquistão] entrar no Festival Eurovisão da Canção adulto, e que a participação do país no Festival Eurovisão da Canção Júnior 2022 teria um "impacto significativo" nas suas possibilidades de estrear.[123][124]

## Transmissão do Festival

### Países participantes
| País        | Canal           | Canal           | Canal        | Comentadores                                                | Comentadores                                                | Comentadores                                                | Porta-voz       | Ref.            |
| País        | 1.ª semifinal   | 2.ª semifinal   | Final        | 1.ª semifinal                                               | 2.ª semifinal                                               | Final                                                       | Porta-voz       | Ref.            |
| ----------- | --------------- | --------------- | ------------ | ----------------------------------------------------------- | ----------------------------------------------------------- | ----------------------------------------------------------- | --------------- | --------------- |
| Alemanha    | A ser anunciado | A ser anunciado | Das Erste    | A ser anunciado                                             | A ser anunciado                                             | A ser anunciado                                             | A ser anunciado | [ 125 ]         |
| Áustria     | ORF 1           | ORF 1           | ORF 1        | A ser anunciado                                             | A ser anunciado                                             | A ser anunciado                                             | A ser anunciado | [ 126 ]         |
| Austrália   | SBS             | SBS             | SBS          | Myf Warhurst e Joel Creasey                                 | Myf Warhurst e Joel Creasey                                 | Myf Warhurst e Joel Creasey                                 | A ser anunciado | [ 127 ] [ 128 ] |
| Bélgica     | Eén             | Eén             | Eén          | Peter Van de Veire                                          | Peter Van de Veire                                          | Peter Van de Veire                                          | A ser anunciado | [ 129 ]         |
| Israel      | Kan 11          | Kan 11          | Kan 11       | Asaf Liberman e Akiva Novick                                | Asaf Liberman e Akiva Novick                                | Asaf Liberman e Akiva Novick                                | A ser anunciado | [ 130 ]         |
| Itália      | Rai 2           | Rai 2           | Rai 1        | Gabriele Corsi, Cristiano Malgioglio e Carolina Di Domenico | Gabriele Corsi, Cristiano Malgioglio e Carolina Di Domenico | Gabriele Corsi, Cristiano Malgioglio e Carolina Di Domenico | A ser anunciado | [ 131 ] [ 132 ] |
| Reino Unido | BBC One         | BBC One         | BBC One      | A ser anunciado                                             | A ser anunciado                                             | A ser anunciado                                             | A ser anunciado | [ 133 ]         |
| Suíça       | SRF zwei        | SRF zwei        | -            |                                                             |                                                             |                                                             |                 |                 |
| Suíça       | -               | -               | SRF 1        |                                                             |                                                             |                                                             |                 |                 |
| Suíça       | RTS 2           | RTS 2           | -            |                                                             |                                                             |                                                             |                 |                 |
| Suíça       | -               | -               | RTS 1        |                                                             |                                                             |                                                             |                 |                 |
| Suíça       | RSI La 2        | RSI La 2        | -            |                                                             |                                                             |                                                             |                 |                 |
| Suíça       | -               | -               | RSI La 1     |                                                             |                                                             |                                                             |                 |                 |
| Ucrânia     |                 |                 |              |                                                             |                                                             |                                                             | A ser anunciado | [ 134 ]         |
| Ucrânia     | Radio Promin    | Radio Promin    | Radio Promin | Timur Miroshnychenko                                        | Timur Miroshnychenko                                        | Timur Miroshnychenko                                        |                 | [ 134 ]         |
| Portugal    | RTP 1           | RTP 1           | RTP 1        | José Carlos Malato e Nuno Galopim                           | José Carlos Malato e Nuno Galopim                           | José Carlos Malato e Nuno Galopim                           | Maro            | [ 135 ]         |
| Portugal    | Antena 1        |                 |              | José Carlos Malato e Nuno Galopim                           | José Carlos Malato e Nuno Galopim                           | José Carlos Malato e Nuno Galopim                           | Maro            | [ 135 ]         |

### Países não participantes
| País               | Canal         | Canal         | Canal    | Comentadores             | Comentadores             | Comentadores    | Porta-voz       | Ref.    |
| País               | 1.ª semifinal | 2.ª semifinal | Final    | 1.ª semifinal            | 2.ª semifinal            | Final           | Porta-voz       | Ref.    |
| ------------------ | ------------- | ------------- | -------- | ------------------------ | ------------------------ | --------------- | --------------- | ------- |
| Chile              | Canal 13      | Canal 13      | Canal 13 | Não foi exibido no Chile | Não foi exibido no Chile | A ser anunciado | A ser anunciado | [ 136 ] |
| Macedónia do Norte | MRT 1         | MRT 1         | MRT 1    | A ser anunciado          | A ser anunciado          | A ser anunciado | A ser anunciado | [ 137 ] |